# 希臘和丹麥的亞歷山德拉公主
亞歷山德拉·格奧爾吉耶芙娜（俄語：Алекса́ндра Гео́ргиевна，1870年8月30日—1891年9月24日）是俄罗斯帝国大公夫人和希腊王国公主。她的丈夫是俄罗斯大公保羅·亞歷山德羅維奇。她是英國國王喬治五世和俄羅斯沙皇尼古拉二世的表妹。
亞歷山德拉的父亲是希腊国王。1889年6月17日，她和表亲保罗大公在冬宫结婚，生下一女一子。1891年，怀孕七个月的她和朋友在莫斯科河上船時跌倒。第二天，她在一场舞会上晕倒并早产。亞歷山德拉诞下儿子后陷入昏迷并在六天后去世。她的丈夫在彼得保罗主教座堂举行的葬礼上表演激动并需要旁人阻止他跳进亞歷山德拉的墓中。